# Cyphon pachymerus
Cyphon pachymerus là một loài bọ cánh cứng trong họ Scirtidae. Loài này được Broun miêu tả khoa học năm 1912.